# Jan Baptist van Tassis (1530-1610)
Jan Baptist II van Tassis (Mechelen, 1530 – Madrid, 1610), junior lid van het Huis Tassis, was een diplomaat, staatsman en militair onder de Spaanse koningen Filips II en Filips III. Als hun Franse ambassadeur in 1581-1584 en opnieuw in 1598-1604, onderhandelde hij respectievelijk het Verdrag van Joinville en de Vrede van Vervins. In hun strijd tegen de Reformatie vervulde hij tal van missies tijdens de Tachtigjarige Oorlog en de Hugenotenoorlogen. Onder Albrecht en Isabella was hij staatsraad in de Spaanse Nederlanden (1594-1598).
Hij werd in 1575 ridder en vervolgens commandeur in de Orde van Sint-Jacob en verkreeg de encomienda's Montijo (1583), Bienvenida (1584) en Los Santos de Maimona (1596).

## Leven
Als jongste zoon van Jan Baptist I van Tassis, postmeester-generaal van keizer Karel V in Brussel, ging hij niet zoals zijn broers in de Keizerlijke Rijkspost. Hij trad in dienst van de landvoogden Margaretha van Parma, Alva, Requesens en Juan van Oostenrijk. Van die laatste werd hij grootmeester. Hij toonde zich uitermate competent, met een perfecte beheersing van het Frans, Nederlands, Duits, Spaans, Italiaans en Latijn.
In een van zijn eerste opdrachten stond hij Maximiliaan van Hénin-Liétard bij tijdens diens stadhouderschap in het opstandige Holland. Tassis' invloed bleek toen hij in 1576 door de anti-Spaanse partij werd gearresteerd daags na de gevangenname van de Raad van State, hoewel hij zelf geen staatsraad was. Na een paar weken in het Cleyn Moleken op de Grote Markt kwam hij vrij, maar hij bleef nog onder huisarrest. Dankzij een geschenk van zijn broer Leonard aan Willem van Horne werd de bewaking op 1 november opgeheven, waarna Tassis over de stadsmuur klom en zich uit de voeten maakte naar Luxemburg. Zijn vrouw werd hierom twee dagen vastgezet in de Treurenbergpoort. Don Juan vaardigde hem in 1578 af naar de onderhandelingen met de Raad van State, die in Leuven zat.
Na de dood van Don Juan op 1 oktober ondernam Tassis de gevaarlijke tocht door Frankrijk naar koning Filips II in Badajoz. Op aanbeveling van kardinaal Granvelle benoemde Filips II hem in 1580 tot Spaans ambassadeur bij koning Hendrik III van Frankrijk. De 9e november scheepte hij te Bilbao in naar Vannes, waar hij contact maakte met de Spaanse troepen die hertog Hendrik I van Guise steunden. De ambassadeurspost nam hij waar in Blois en bij de twee koninginnen in Chenonceau, tot zijn opvolging eind 1584 door Bernardino de Mendoza, die uit Engeland was gezet. Onmiddellijk daarna sloot Tassis namens Filips II het Verdrag van Joinville. Hiermee kreeg de Katholieke Liga van de hertog van Guise alle Spaanse steun om te strijden tegen de hugenoten en tegen de troonopvolging door Hendrik IV.
Nog in 1585 stelde de koning Tassis aan tot inspecteur-generaal (veedor) van het Leger van Vlaanderen. In zijn geboorteland maakte hij mee hoe de veldheer Alessandro Farnese een einde maakte aan de Brusselse republiek en de Val van Antwerpen bewerkstelligde. In 1589 gaf de koning Tassis het bevel om met het leger van Farnese vanuit Brussel naar Parijs op te rukken om er Katholieke Liga bij te staan tegen de opmars van Hendrik IV. In februari 1591 trok Tassis met Don Diego de Ibarra de stad binnen aan het hoofd van een Spaans-Napolitaans leger. Na een beleg van vier jaar zou Hendrik IV in 1594 toch zijn hoofdstad winnen. In dat jaar keerde Tassis terug naar Brussel om plaats te nemen in de Raad van State onder de soevereine aartshertogen Albrecht en Isabella.
Na de bekering van Hendrik IV tot het katholicisme onderhandelde Tassis de vredesvoorwaarden, die werden vastgelegd in de Vrede van Vervins, ondertekend op 2 mei 1598. Enkele maanden daarna stierf Filips II. Zijn opvolger Filips III benoemde Tassis opnieuw tot ambassadeur bij het Franse hof, wat hij zou blijven tot 1604.
In 1604 verkreeg hij ontslag, maar niet de toelating om op zijn domein in Los Santos de Maimona te gaan wonen. Hij verliet Fontainebleau, ging zich vestigen bij het hof van Filips III in Valladolid en begon te schrijven aan zijn Commentarium de tumultibus Belgicis, een geschiedwerk over de eerste helft van de Tachtigjarige Oorlog. Tassis overleed in Madrid aan ziekte en werd begraven in Valladolid.

## Familie
Zijn vader was Jan Baptist I van Tassis en zijn moeder Christina van Wachtendonck uit Mechelen, kleindochter van Willem van Gulik-Wachtendonk en vrouwe van Hemiksem. Van hun twaalf kinderen was Jan Baptist II de jongste zoon. De oudste, Rogier, werd een vooraanstaand geestelijke, Rombaut was correo mayor en stichter van de Spaanse tak van de familie Thurn en Tassis, terwijl Frans II en Leonard I hun vader opvolgden als postmeester-generaal.
Uit het huwelijk van Jan Baptist II met de Naamse Hélène de l'Espinée in 1562 kwamen geen kinderen voort. Ze overleed in 1598.

## Commentarium de tumultibus Belgicis
Deze Latijnse geschiedenis van de Opstand in de Nederlanden in de periode 1559-1598, waarvan hij volgens Sweertius de stijl liet verbeteren door zijn medewerker Godefridus Haftenius, wordt aanzien als een van de meer betrouwbare bronnen over de Tachtigjarige Oorlog. Tassis droeg het op aan Filips III, maar deze zal weinig sympathie hebben gehad voor de nogal onverbloemde beschrijving van Alva en de Raad van Beroerten. Het werk verdween in de bibliotheek van het Escorial. Aartsbisschop Thomas d'Hénin-Liétard d'Alsace liet er in de 18e eeuw een afschrift van maken, dat in 1743 werd uitgegeven door Cornelius Paul Hoynck van Papendrecht in zijn reeks Analecta Belgica.

## Publicatie
- Joannes Baptista de Tassis, Commentarium de tumultibus Belgicis sui temporis libri octo, C. P. Hoynek van Papendrecht, Den Haag, 1743

## Voetnoten
1. ↑  José Miguel Cabañas Agrela, Tassis, Juan Bautista de, in: Diccionario Biográfico Español de la Real Academia de la Historia (geraadpleegd 10 februari 2021). De andere literatuur geeft Brussel als geboorteplaats. Gearchiveerd op 10 juni 2023.
2. 1 2  TASSI, TASSIS, TAXIS (Jan Baptist de), in: A.J. van der Aa, Biographisch woordenboek der Nederlanden, vol. 18, 1874, p. 22-24
3. ↑  Corneille Stroobant, Notice historique et généalogique sur les seigneurs de Braine-le-Château et Haut-Ittre, 1849, p. 187-191